# Barstow Yard
Der Barstow Yard ist ein Rangierbahnhof der BNSF Railway in Barstow, Kalifornien. Er ist mit 48 Richtungsgleisen und einer Gesamtfläche von 240 Hektar nach dem J.R. Davis Yard der zweitgrößte Rangierbahnhof westlich der Rocky Mountains, über den heute nahezu der gesamte Güterverkehr von und nach Südkalifornien verläuft.
Seine Anfänge gehen auf den Bau einer südlichen transkontinentalen Eisenbahnverbindung durch die Atchison, Topeka and Santa Fe Railway (AT&SF) zurück. Dazu musste Ende des 19. Jahrhunderts die Mojave-Wüste durchquert werden, in der an der Stelle des heutigen Barstow ein für den Verkehr aus dem Mittleren Westen wichtiger Abzweig nach San Francisco im Norden sowie nach Los Angeles und San Diego im Südwesten entstand. Die AT&SF baute die Bahnanlagen Anfang der 1970er Jahre zu einem großen Flachbahnhof aus, der sich oberhalb der Stadt über fast acht Kilometer entlang des Mojave River erstreckt. Im Jahr 1995 fusionierte die AT&SF mit der Burlington Northern Railroad (BN) zur Burlington Northern Santa Fe Railway (BNSF Railway). Diese betreibt die transkontinentale Verbindung heute unter dem Namen Southern Transcon und beschäftigte im Jahre 2019 rund 1000 Mitarbeiter auf dem Rangierbahnhof in Barstow.

## Geschichte

### Eisenbahnnetze in Südkalifornien und die Stadt Barstow ab den 1870er Jahren
| Mojave |

| Needles |

| Yuma |

| Barstow |

| Sacramento |

| Roseville Yard |

| San Francisco |

| Los Angeles |

| San Diego |

| San Bernardino |

| Sierra Nevada |

| Great Basin |

| Mojave-Wüste |

| AZ |

| Kalifornien |

| Nevada |

Bis 1867 hatte die Southern Pacific Railroad (SP) den westlichen Teil der ersten transkontinentalen Eisenbahnverbindung zwischen San Francisco in Nordkalifornien und Omaha in Nebraska fertiggestellt und expandierte in den 1870er Jahren in den Süden Kaliforniens. Sie dehnte ihr Netz über Los Angeles bis nach Yuma am Colorado River in Arizona aus. Zudem baute sie eine Strecke von Mojave aus durch die gleichnamige Wüste bis nach Needles, das etwa 200 Kilometer nördlich von Yuma ebenfalls am Colorado liegt. Hier wurde die zwischen Missouri und Kalifornien geplante Atlantic and Pacific Railroad angeschlossen, deren westliches Teilstück ostwärts bis nach Isleta in New Mexico verlief. Gleichzeitig entstand durch die California Southern Railroad ab 1880 eine Strecke von San Diego im Süden über San Bernardino bis zur Strecke der SP beim heutigen Barstow, etwa 100 Kilometer östlich von Mojave. Die Verbindungsstelle hieß damals noch Waterman Junction nach dem späteren Gouverneur von Kalifornien Robert Waterman, der hier eine Ranch hatte und in der Region mehrere Silberminen betrieb. Während der zweiten Phase der Großen Depression von 1873–1896 wurde der Westteil der nie vollendeten Atlantic and Pacific – zwischen Needles und Isleta – als Tochtergesellschaft der Atchison, Topeka and Santa Fe Railway (AT&SF) reorganisiert, die ihr Netz dadurch westwärts über Isleta nach Needles erweiterte; der Ostteil wurde Teil der St. Louis – San Francisco Railway. Die AT&SF erwarb zusätzlich den Streckenabschnitt durch die Mojave-Wüste von der SP und erreichte schließlich über ihre Tochtergesellschaft California Southern die Westküste. Die Waterman Junction benannte man 1886 nach dem Präsidenten der AT&SF William Barstow Strong in Barstow um.

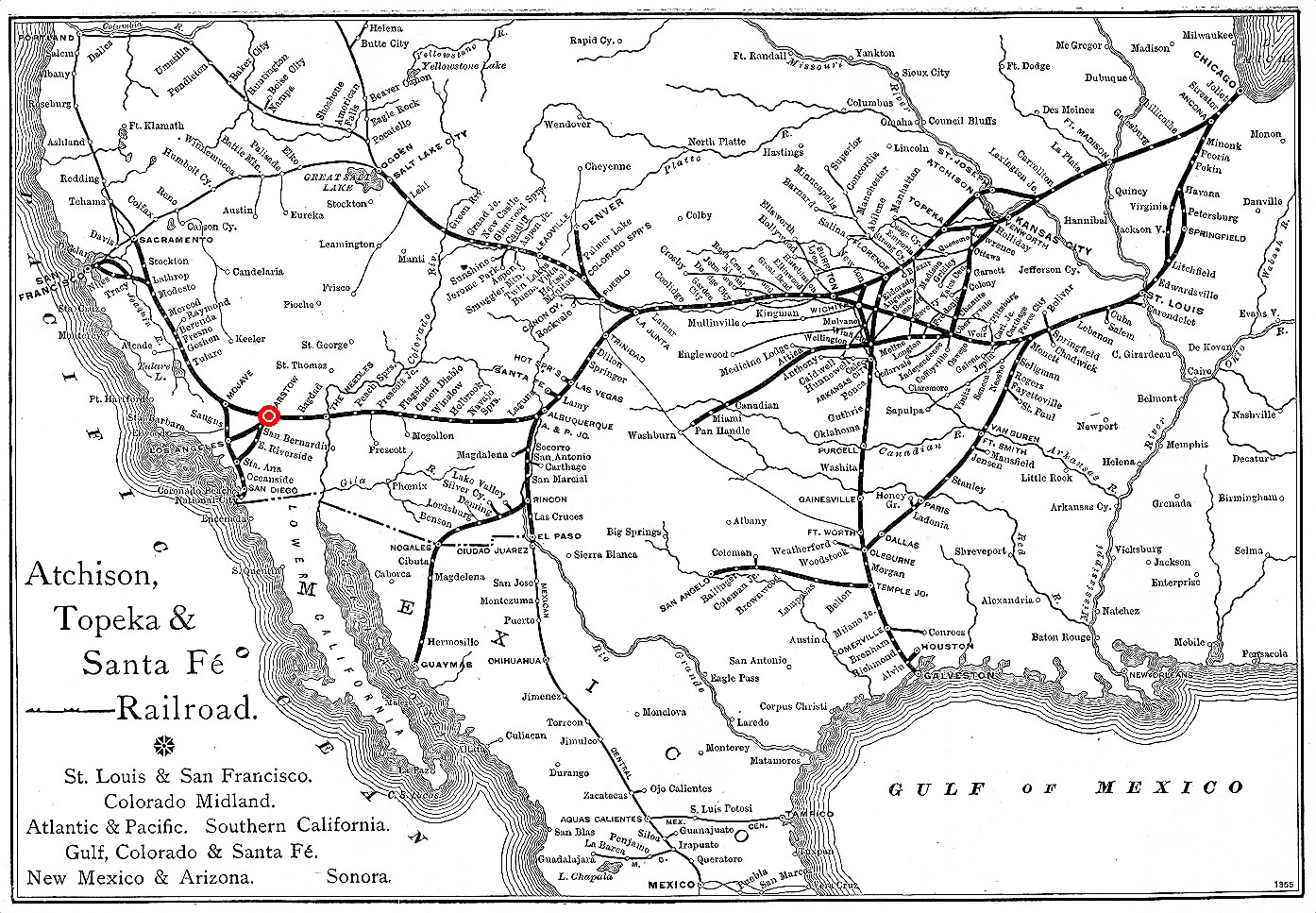
Netz der AT&SF von 1891, incl. Streckenrechten bestand eine Verbindung von San Francisco bis Chicago (links Barstow)

Die AT&SF konnte dadurch Ende des 19. Jahrhunderts ihr ursprüngliches von Kansas (Atchison und Topeka) bis nach New Mexico (Albuquerque und Santa Fe) reichendes Netz zur Pazifikküste ausdehnen, das sich im Osten ab 1888 bis nach Chicago in Illinois erstreckte. Sie schuf damit nach der 1883 fertiggestellten Sunset Route der SP, die weiter südlich von Yuma aus über El Paso nach New Orleans verlief, eine weitere transkontinentale Eisenbahnverbindung im Süden der USA. Durch seine Lage am Abzweig der Strecken nach San Francisco im Norden sowie nach Los Angeles und San Diego im Südwesten wurde Barstow Anfang des 20. Jahrhunderts neben Sacramento einer der wichtigsten Eisenbahnknotenpunkte Kaliforniens. Nach der Zerstörung der Bahnhofsgebäude durch einen Brand Ende 1909 errichtete die AT&SF im Zuge des Neubaus bis 1913 auch ein großes Bahnbetriebswerk mit einem Ringlokschuppen für 25 Dampflokomotiven und erweiterte die Gleisanlagen entlang des Mojave River zu einem großen Rangier- und Güterbahnhof. In Nordkalifornien baute die SP ab 1906 etwa 25 Kilometer nordöstlich von Sacramento den Roseville Yard, der bis heute der größte Rangierbahnhof in Kalifornien ist.

### Bau desCasa del Desiertofür die Fred Harvey Company 1913
Während des Sezessionskriegs (1861–1865) musste der ursprünglich 1850 aus England emigrierte Restaurantbesitzer Fred Harvey sein Lokal in St. Louis aufgeben und arbeitete in der Folgezeit für verschiedene Eisenbahngesellschaften. Dadurch reiste er viel entlang der neu entstandenen Strecken in den USA und war entsetzt über die schlechte Qualität der unterwegs angebotenen Speisen. Er erkannte den steigenden Bedarf an einer ordentlichen Versorgung der Fahrgäste und übernahm 1876 das erste Restaurant im Bahnhofsgebäude der AT&SF in Topeka sowie zwei Jahre später das Hotel und Restaurant der Eisenbahngesellschaft in Florence (Kansas). Harvey legte besonderen Wert auf eine hohe Qualität des Service und der angebotenen Speisen und war damit so erfolgreich, dass er 1889 von der AT&SF einen Exklusivvertrag über den Betrieb aller Hotels und Restaurants entlang der AT&SF-Strecken westlich des Missouri Rivers erhielt. Die Eisenbahngesellschaft stellte die Räumlichkeiten und übernahm den Transport aller nötigen Güter für den Betrieb und Harvey war für die Ausstattung, die Speisen, das Personal und den Unterhalt verantwortlich. Die Fred Harvey Company wurde die erste Restaurant-Kette in den USA. Im Jahr 1893 übernahm sie auch den Betrieb in Barstow und eröffnete hier in den Bahnhofsgebäuden ein erstes Harvey House.
Im Zuge des Neubaus der abgebrannten Bahnhofsgebäude entstand bis 1913 mit dem Casa del Desierto (dt. ‘Haus der Wüste’ oder ‘Wüstenhaus’) auch ein neuer Restaurant- und Hotelkomplex, der vom Architekten Francis W. Wilson in einer Mischung aus spanischer Renaissance-Architektur und Neoklassizismus entworfen wurde und bis heute nahezu in seinem Originalzustand erhalten ist; die Innenarchitektur der zu jener Zeit entstandenen Harvey-Häuser stammte von Mary Colter. Mit dem Rückgang des Personenverkehrs gab die AT&SF das Gebäude Anfang der 1970er Jahre auf. Im Jahr 1975 wurde es durch Aufnahme ins National Register of Historic Places unter Denkmalschutz gestellt (#75000458). Die Stadt Barstow erwarb das Gebäude 1990 und renovierte es nach Beschädigungen durch ein Erdbeben 1992. Es dient heute hauptsächlich als Museum und Amtrak-Station.

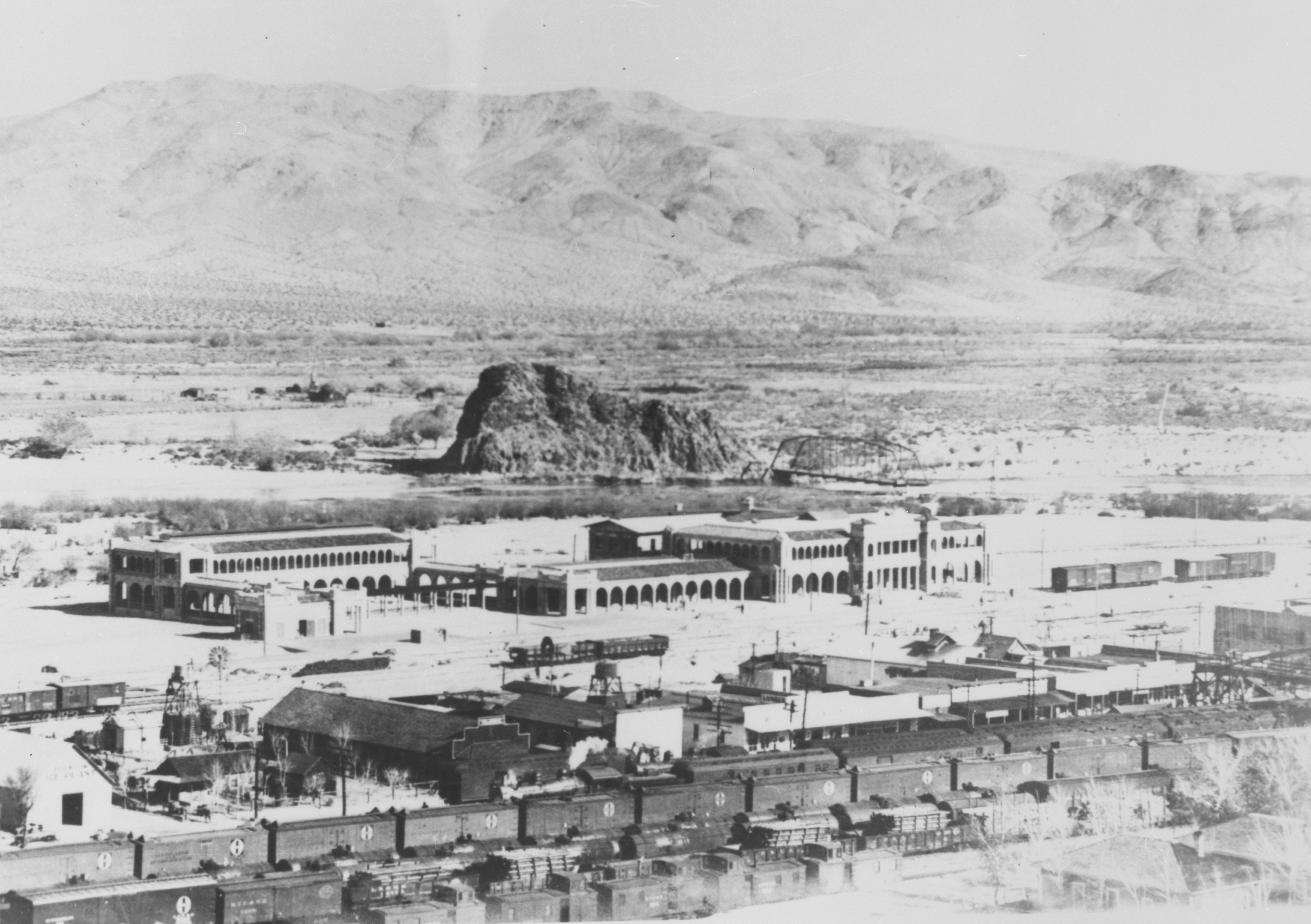
Casa del Desierto zw. Mojave River und den Bahnanlagen der AT&SF ca. 1924
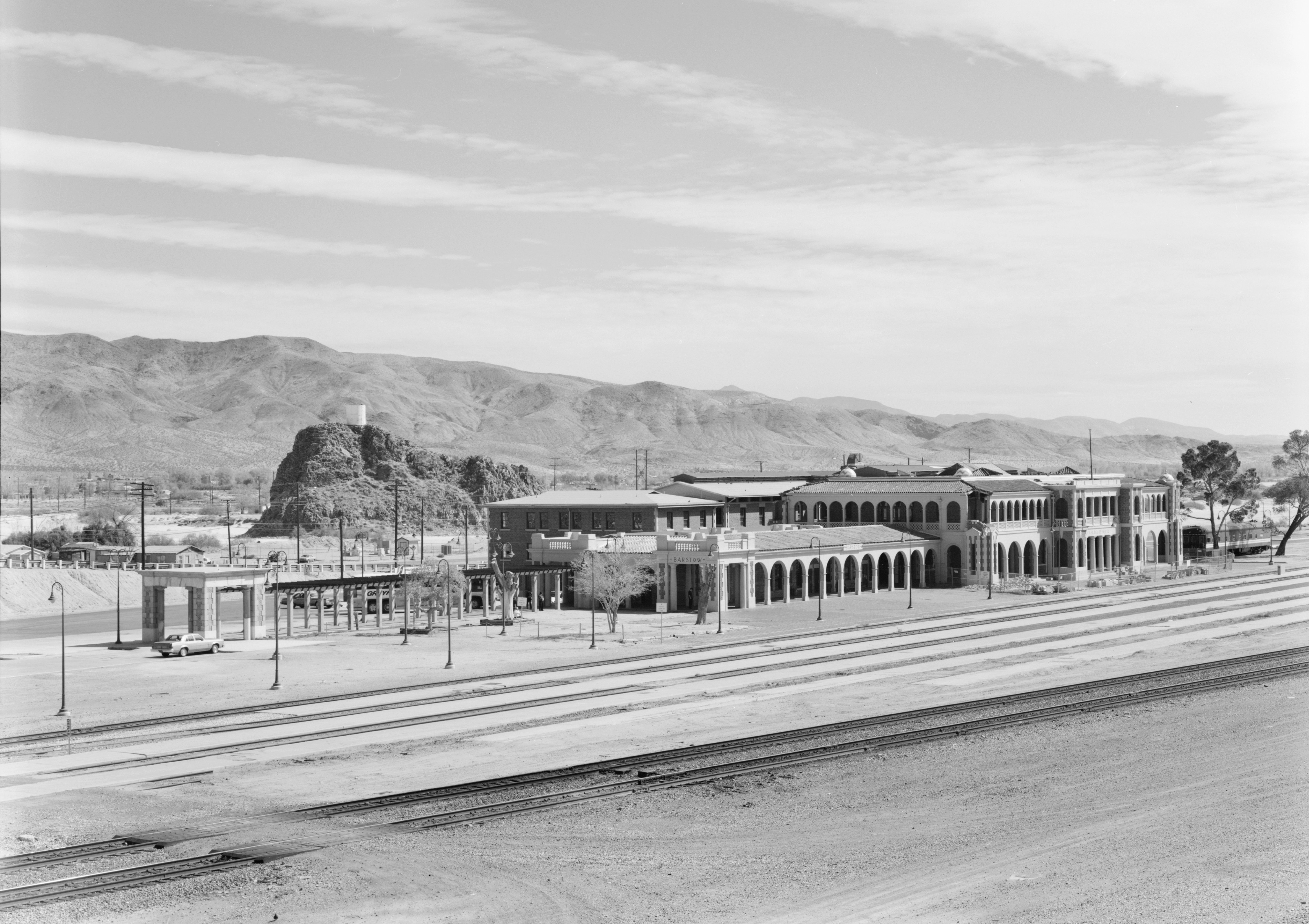
Aufnahme aus dem HAER von 1994 (Blick von der Stadt Barstow nach Norden)
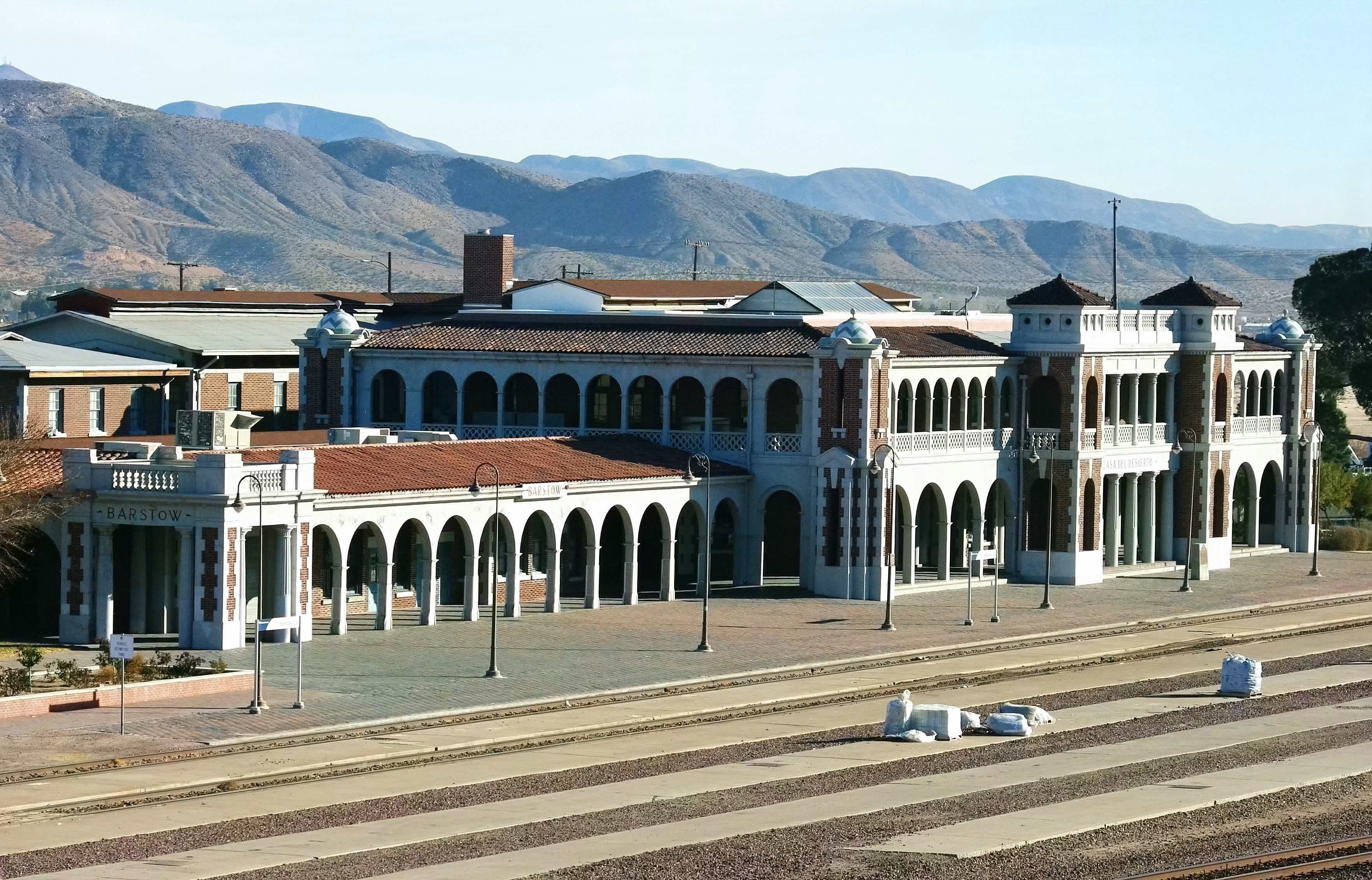
Das heute als Museum und Amtrak-Station dienende Gebäude 2012

### Ausbau ab den 1930er und Modernisierung in den 1970er Jahren
Mit dem Aufkommen von Diesellokomotiven in den 1930er Jahren baute die AT&SF in Barstow eine neue Wartungshalle für diesen Typ, die im Gegensatz zu den alten Ringlokschuppen mehrere parallele Stumpfgleise hatte. In den 1940er Jahren wurde hier die Hälfte aller Diesellokomotiven der AT&SF gewartet, darunter auch die EMD E-, FT- und F7-Serie, die unter anderem für den Personenzug Super Chief zum Einsatz kamen. Dieser verkehrte von 1937 bis 1971 über Barstow zwischen Chicago und Los Angeles, die Verbindung wird heute von Amtrak als Southwest Chief betrieben.

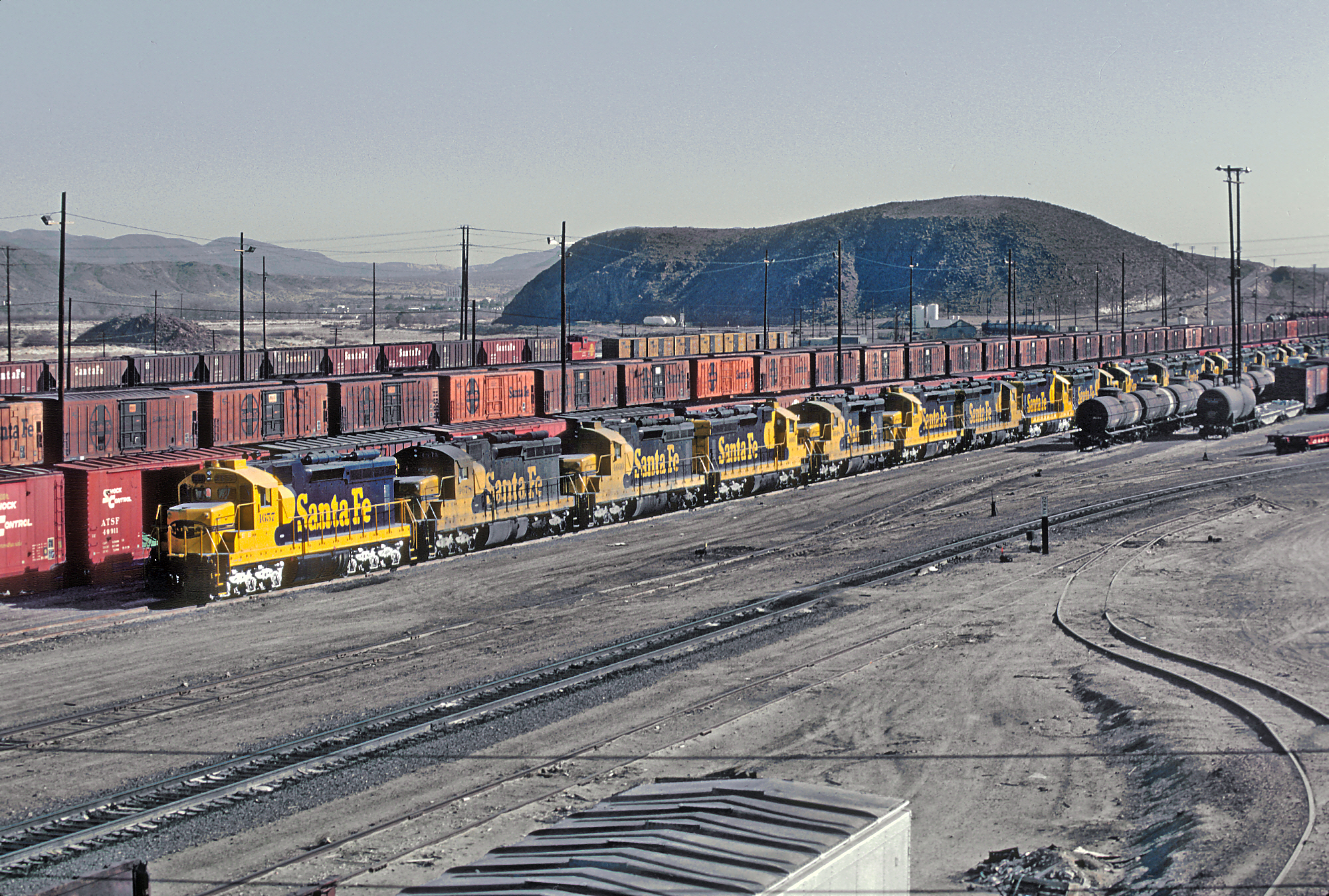
Ostseite des Rangierbahnhofs Anfang der 1970er Jahre (Blick nach Ost)

Der Barstow Yard in seiner heutigen Ausdehnung entstand Anfang der 1970er Jahre. Die AT&SF investierte 50 Mio. US-Dollar in den Bau eines automatisierten Flachbahnhofs mit Ablaufberg. Der neue Rangierbahnhof entstand westlich der alten Gleisanlagen, die heute als zusätzliche Nachordnungsgruppe den Ostteil des Rangierbahnhofs bilden. Das Betriebswerk wurde in diesem Zuge von der Ostseite an das Ende der Westseite verlegt; am alten Standort sind einige Stumpfgleise verblieben. Im Jahr 1995 fusionierte die AT&SF mit der Burlington Northern Railroad (BN) zur Burlington Northern Santa Fe Railway (BNSF Railway), die 2019 rund 1000 Mitarbeiter auf den Anlagen beschäftigte. Der Barstow Yard ist neben dem Argentine Yard in der Metropolregion Kansas City (ehemals AT&SF) und dem Northtown Yard in Minneapolis (ehemals BN) einer der größten Rangierbahnhöfe im Netz der BNSF und nach dem J.R. Davis Yard (früher Roseville Yard) der Union Pacific Railroad der zweitgrößte in Kalifornien.

## Beschreibung
Der Barstow Yard erstreckt sich heute oberhalb der Stadt Barstow über fast acht Kilometer entlang des Mojave River und nimmt eine Fläche von etwa 240 Hektar ein. Dem Verkehrsfluss folgend gliedern sich die Gleisanlagen des Flachbahnhofs von West nach Ost in folgende Gleisgruppen: In die Einfahrgruppe (ca. 10 Gleise) im Westen werden die ankommenden Güterzüge eingeleitet. Die Streckenlokomotiven (line-haul) werden hier durch Rangierlokomotiven (switcher) ersetzt, die die Züge zum Ablaufberg befördern und die Güterwagen in die ostwärts folgende Richtungsharfe (48 Gleise) im Zentrum abdrücken. Hier werden diese zu neuen Zuggruppen zusammengestellt, die später in die Nachordnungsgruppe (ca. 10 Gleise) im Ostteil befördert werden, deren Gleise zum Richtungswechsel zur Ausfahrgruppe (ca. 15 Gleise) oberhalb der Richtungsharfe dienen (Ausziehgleise). Vor der Ausfahrt übernehmen wieder Streckenlokomotiven die endgültigen Züge, wobei meist mehrere Lokomotiven zu sogenannten consists kombiniert werden.
Am Ende der Westseite befinden sich das Bahnbetriebswerk mit einer Wartungshalle für Diesellokomotiven mit sechs durchgehenden Gleisen und weiteren Anlagen zur Betankung und Reinigung sowie eine Wendeschleife. Weiterhin befinden sich zwischen Ablaufberg und Ausfahrgruppe noch eine Wartungshalle für Güterwagen (drei durchgehende Gleise) und mehrere Abstellgleise für Lokomotiven. Im Norden begrenzen mehrere stark befahrene Umfahrungsgleise das Areal (BNSF Cajon- und Mojave-Subdivision), die auch von Amtrak und der Union Pacific genutzt werden.

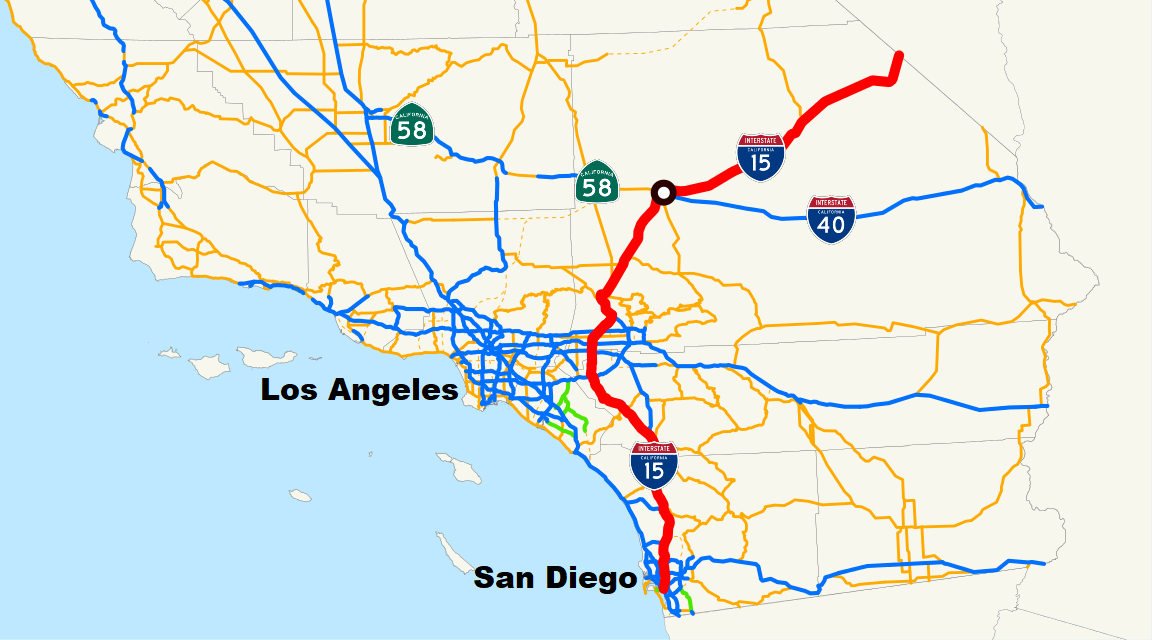
Barstow  im Straßennetz von Südkalifornien nordöstlich der Greater Los Angeles Area
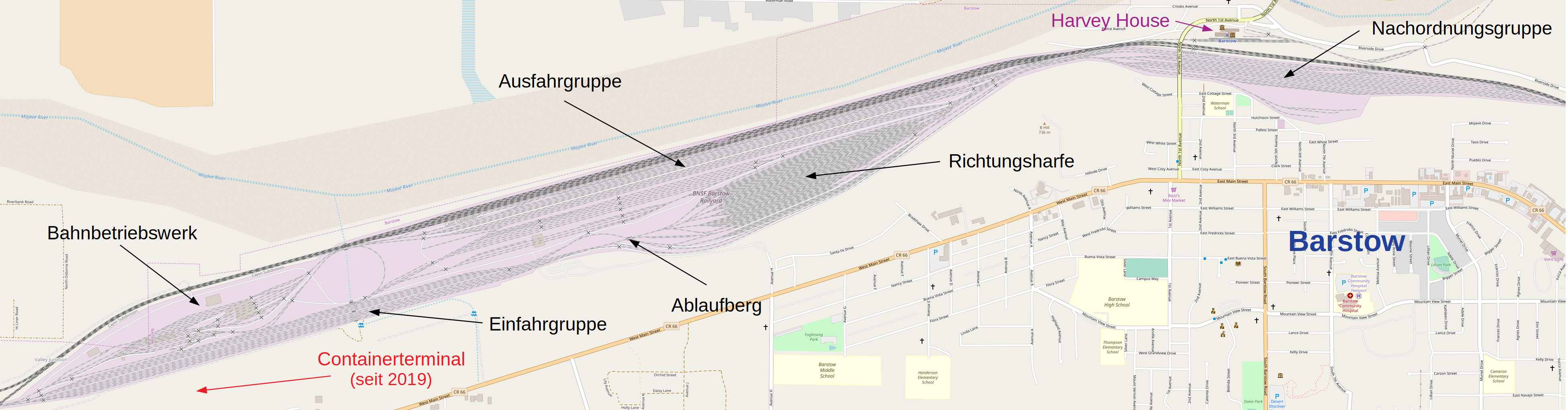
Lage und Ausdehnung des Barstow Yard. Rechts unten die Stadt Barstow unterhalb der Ostseite, darüber das Harvey House. Links der größere Westteil entlang des Mojave River (oben).
Ostseite des Rangierbahnhofs 2012 (Blick nach Westen)

Im Jahr 2018 investierte die BNSF 27 Mio. US-Dollar in den Bau eines Containerterminals auf der Südseite des Rangierbahnhofs. Gegenüber vom Bahnbetriebswerk wurden 2019 zwei neue, jeweils einen Kilometer lange Verladegleise mit einer angeschlossenen Stellfläche für über 600 Sattelauflieger in Betrieb genommen. Die BNSF hat mit über fünf Millionen Frachtcontainern pro Jahr den größten Marktanteil im intermodalen Güterverkehr unter den Class-I-Eisenbahngesellschaften und will mit dem Terminal in Barstow andere Terminals in Südkalifornien entlang des Southern-Transcon-Korridors entlasten, wie unter anderem den Hobart Yard in Los Angeles, der mit über einer Million bewegter Container pro Jahr das größte Containerterminal der BNSF ist. Barstow liegt im Straßennetz von Kalifornien am Knotenpunkt der Interstate 15 (Nord-Süd) mit der Interstate 40 und der State Route 58 (Ost-West).

## Luftverschmutzung durch Diesellokomotiven

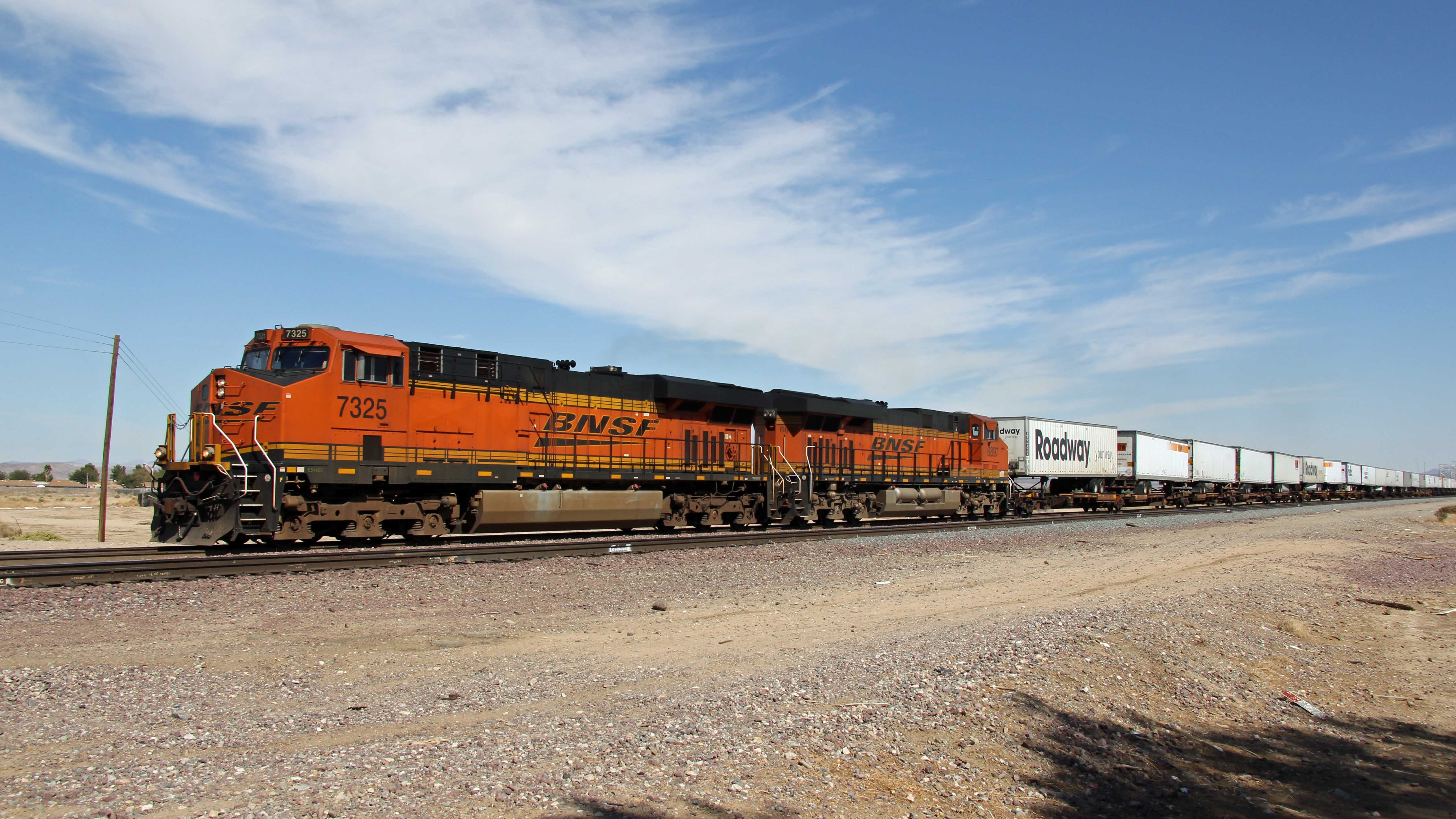
TOFC-Zug (trailer on flatcar) mit zwei Dieselloks nach Tier 2, 40 km südwestlich von Barstow 2012
BNSF 7325: ES44DC von 2009
BNSF 6897: ES44C4 von 2011

Im Jahr 2005 schloss das California Air Resources Board (CARB) mit den beiden größten in Kalifornien operierenden Eisenbahngesellschaften BNSF und UP ein Übereinkommen zur Reduzierung der Feinstaubbelastung auf den Rangierbahnhöfen im Bundesstaat um etwa 20 % (Statewide Railyard Agreement). Bestandteil der Vereinbarung war die Durchführung von Gesundheitsgefährdungsbeurteilungen (health risk assessment) für die 17 größten Rangierbahnhöfe. Im Jahr 2006 passierten nach der Studie des CARB über 150.000 Diesellokomotiven den Barstow Yard, wovon nur etwa 54.000 auf dem Areal hielten oder für den Betrieb des Rangierbahnhofs zum Einsatz kamen. Der Barstow Yard hatte dadurch 2006 mit 28 Tonnen die höchste Feinstaubbelastung aller kalifornischen Rangierbahnhöfe, welche durch den immensen Durchgangsverkehr noch über der des größeren J.R. Davis Yard der UP lag (25 Tonnen). Mit der Verschärfung der staatlichen Vorgaben zur Luftreinhaltung in Kalifornien sah sich die BNSF gezwungen, ihre Flotte an Diesellokomotiven zu erneuern, und so entsprachen im Jahr 2012 schon 84 Prozent der über 6000 Lokomotiven den Emissions-Standards der Environmental Protection Agency Tier 0–3. Mit Förderung des CARB und in Zusammenarbeit mit GE Transportation Systems untersucht die BNSF seit 2020 unter anderem auf einer Strecke zwischen Barstow und Stockton den Einsatz von Batterie-Elektrolokomotiven in Kombination mit herkömmlichen Diesellokomotiven.